# Ana Diez
Pour les articles homonymes, voir Diez.
Díez  Díaz est un nom espagnol. Le premier nom de famille, en général paternel, est Díez ; le second, en général maternel, souvent omis, est Díaz.
Ana Diez Díaz, en espagnol : Ana Díez Díaz, est une scénariste et réalisatrice espagnole, né en 1957 à Tudela en Navarre.

## Biographie
Elle passe beaucoup de temps au Mexique où elle suit des études de cinéma et où elle est diplômée.
L'un de ses films les plus connus est L'Amitié à mort, entièrement interprété en langue basque. Elle a été qualifiée de « la première femme réalisatrice du nouveau cinéma basque ».
Elle reçoit le prix Goya du meilleur nouveau réalisateur pour ce film.